# Scott Gregory
Scott Chase Gregory (* 31. Juli 1959 in Auburn, New York) ist ein ehemaliger US-amerikanischer Eiskunstläufer.
Gregory trat im Eistanz erst mit Elisa Spitz und später mit Suzanne Semanick an. Mit Spitz gewann er 1982 und 1983 das Skate America. Zusammen wurden sie 1983 Vizemeister bei den nationalen Meisterschaften. 1982 und 1984 wurden sie jeweils Dritte. Des Weiteren traten sie zwischen 1982 und 1984 bei drei Eiskunstlauf-Weltmeisterschaften an. Dabei belegten sie die Ränge acht, sieben und zehn. Bei den Olympischen Winterspielen 1984 in Sarajevo erreichten Gregory und Spitz im Eistanz den 10. Platz.
Nachdem Spitz ihre aktive Karriere beendet hatte, trat Gregory mit Suzanne Semanick an. Bei ihren ersten gemeinsamen nationalen Meisterschaften erreichten sie 1985 dritten Platz. Im Jahr darauf wurden sie Vizemeister und konnten 1987 und 1988 US-Meister im Eistanz werden. Bei der Weltmeisterschaft 1985 erreichten die beiden Rang zwölf. In den folgenden zwei Jahren belegten sie jeweils den fünften Platz. Gregory und Semanick nahmen an den Olympischen Winterspielen 1988 in Calgary teil und wurden dort Sechste.
Gregory beendete seine aktive Karriere auf Grund von Rückenschmerzen. Später heiratete er die ehemalige Eiskunstläuferin Pam Gregory.

## Ergebnisse

### Eistanz
(mit Elisa Spitz)
| Wettbewerb / Jahr                | 1982 | 1983 | 1984 |
| -------------------------------- | ---- | ---- | ---- |
| Olympische Winterspiele          |      |      | 10.  |
| Weltmeisterschaften              | 8.   | 7.   | 10.  |
| US-amerikanische Meisterschaften | 3.   | 2.   | 3.   |

(mit Suzanne Semanick)
| Wettbewerb / Jahr                | 1985 | 1986 | 1987 | 1988 |
| -------------------------------- | ---- | ---- | ---- | ---- |
| Olympische Winterspiele          |      |      |      | 6.   |
| Weltmeisterschaften              | 12.  | 5.   | 5.   |      |
| US-amerikanische Meisterschaften | 3.   | 2.   | 1.   | 1.   |